# Ctenobrycon
Genre
Le genre Ctenobrycon regroupe plusieurs espèces de poissons américains de la famille des Characidés.

## Liste d'espèces
Selon FishBase (10 juin 2015):
- Ctenobrycon alleni (Eigenmann & McAtee, 1907)
- Ctenobrycon hauxwellianus (Cope, 1870)
- Ctenobrycon multiradiatus (Steindachner, 1876)
- Ctenobrycon oliverai Benine, Lopes & Ron, 2010
- Ctenobrycon spilurus (Valenciennes, 1850)